# Leimbach (Argovie)
Pour les articles homonymes, voir Leimbach.
Leimbach est une commune suisse du canton d'Argovie, située dans le district de Kulm.

Photo aérienne (1964)